# Oldřich Richterek
Oldřich Richterek (* 1. ledna 1940, Lubojaty, okres Nový Jičín) je český vysokoškolský učitel a rusista, zaměřující se odborně na dějiny ruské literatury, dále pak umělecký překlad či mezikulturní vztahy. Přednáší na Katedře ruského jazyka a literatury Pedagogické fakulty Univerzity Hradec Králové (PdF UHK).

## Život a dílo
Oldřich Richterek vystudoval po složení maturity na střední škole v Bílovci ruský jazyk a dějepis na Filozofické fakultě Univerzity Palackého v Olomouci, posléze si ještě vzdělání dodatečně rozšířil o němčinu na Filozofické fakultě Masarykovy Univerzity v Brně. Docentem pro obor dějin ruské literatury se stal v roce 1989 (FF UP), profesorem ve stejném oboru byl pak jmenován o jedenáct let později (taktéž FF UP).
Na univerzitě v Hradci Králové (UHK) vykonával po roce 1989 jak funkci proděkana pro zahraniční styky (přesněji: na ještě tehdejší PedF Hradec Králové), tak funkci děkana a rektora někdejší Vysoké školy pedagogické, z níž vzešla právě současná UHK.

### Publikační činnost (výběr)

#### Monografie a výukové materiály
- Úvod do studia ruské literatury. 1. vyd. Hradec Králové: Gaudeamus, 2001. 122 S. (pozn. 2. vyd. Hradec Králové: Gaudeamus, 2011. 183 S.)
- Dialog kultur v uměleckém překladu. 1. vyd. Hradec Králové: Gaudeamus, MAFY, 1999. 187 S.

#### Publikované články a zahraniční příspěvky
- K česko-ruským literárně-kulturním kontaktům na přelomu 19. a 20. století / Олдржих Рихтерек: К чешско-российским литерарно-культурным контактам на переломе 19 и 20 веков. In: Česko-ruské vztahy v 19. a 20. století = Чешско-российские отношения в 19–20 веках / Red. J. Němeček a E. Voráček. Praha: Historický ústav, 2011. 440 S.[6]